# Sénéchal de Bretagne
L'office de sénéchal de Bretagne était à la fois civil et militaire. Cet officier avait la surintendance de la maison du prince et conduisait les troupes à la guerre. Ses attributions comprenaient les armes, les finances et la justice.
Avant que le Parlement eût été rendu sédentaire, sous Philippe le Bel, les sénéchaux jugeaient en dernier ressort. Le sénéchal scellait aussi les lettres-patentes des rois. Cette charge, qui sous Philippe Ier, était devenue la première de la Couronne, ne subsista que jusqu'à la fin du XIIe siècle. En Bretagne, outre le sénéchal de Bretagne, il y avait aussi des sénéchaux particuliers ; au XIIIe siècle, ils étaient presque tous chevaliers.

## Liste des sénéchaux de Bretagne
| Dates | Titulaire             | Duc                          | Notes                                                                                     | Blason |
| ----- | --------------------- | ---------------------------- | ----------------------------------------------------------------------------------------- | ------ |
| 1068  | Rivoalon de Rostrenen | Alain IV Fergent             | D'hermines, à trois fasces de gueules                                                     |        |
| 1090  | Guillaume             | Alain IV Fergent             |                                                                                           |        |
| 1096  | Mainfinit             | Alain IV Fergent             |                                                                                           |        |
| 1181  | Renaud Botherel       | Geoffroy II Plantagenêt      | D'argent, au chef de gueules au lambel d'or                                               |        |
| 1184  | Raoul II de Fougères  | Geoffroy II Plantagenêt      | D'or, à une fougère de sinople                                                            |        |
| 1187  | Maurice II de Craon   | Constance                    | Losangé d'or et de gueules                                                                | .      |
| 1189  | Alain de Dinan        | Constance                    | De gueules, à quatre fusées d'hermine posées en fasce, accompagnée de six besants du même |        |
| 1210  | Juhel de Mayenne      | Régence de Guy de Thouars    | De gueules aux six écus d'or ordonnés 3, 2 et 1                                           |        |
| 1220  | Pierre Judicael       | Pierre Ier de Dreux Mauclerc |                                                                                           |        |
| 1235  | Normand de Québriac   | Jean Ier le Roux             | D’azur, au trois fleurs de lys d’argent                                                   |        |
| 1346  | Roland Phélippes      | Charles de Blois             | De gueules, à la croix endentée d'argent                                                  |        |
| 1352  | Guillaume Derien      | Jean II de Montfort          | D'argent, à la fasce de gueules, accompagné de six macles d'azur                          |        |

À partir du milieu du XIVe siècle, il n'est plus fait mention de sénéchaux de Bretagne. Cet office paraît avoir été remplacé, du moins en ce qui concerne l'administration de la justice, par ceux de juge universel de Bretagne, de président de Bretagne ou du parlement du duc. 
| Dates | Titulaire                                              | Duc            | Notes | Blason |
| ----- | ------------------------------------------------------ | -------------- | --- | ------ |
| 1382  | Guillaume L’évêque Sénéchal de Broérech et de Ploërmel |                | D'argent à la cotice de gueules, au chef d'azur, chargé de trois fleurs de lys d'or (Dom. Morice). De sable à la bande écotée (aliàs : au chef) d’argent, chargée de trois fleurs de lys de gueules (Potier de Courcy). |        |
| 1388  | Bernard de Keroneuf                                    |                | Fascé de gueules et d'argent de six pièces, chargé d'un chevron d'argent (Dom. Morice) Fascé de six pièces d’argent et de gueules, au chevron d’azur brochant (Sceau 1395, Armorial de Pol Potier de Courcy).           |        |
| 1398  | Bertrand Couppu                                        |                | D'argent à la croix de sable, chargée de cinq étoiles d'or (Sceau 1381) |        |
| 1420  | Yvon de Kerouzéré                                      |                | De pourpre au lion d’argent. |        |
| 1440  | Pierre de l'Hopital Sénéchal de Rennes                 | Jean V le Sage | D'argent, à la bande de gueules, accompagné en chef d'une merlette de sable et chargé d'un coq du champ, becqué, crêté et barbé d'or.                                                                                   |        |